# Rediscovery
Rediscovery (Redescoperire) este un roman științifico-fantastic (de fantezie științifică) din 1993 de Marion Zimmer Bradley și Mercedes Lackey. 
Face parte din Seria Darkover care are loc pe planeta fictivă Darkover din sistemul stelar fictiv al unei gigante roșii denumită Cottman. Planeta este dominată de ghețari care acoperă cea mai mare parte a suprafeței sale. Zona locuibilă se află la doar câteva grade nord de ecuator.
A fost publicat pentru prima dată de DAW Books în 1993.
Redescoperirea se referă la restabilirea contactului de către Pământ cu colonia umană pierdută de pe planeta Darkover după zeci de secole de dezvoltare separată. Un grup de coloniști tereștri își redescoperă colonia pierdută, care de-a lungul mileniilor a crescut autonom, uitându-și originile, tehnologia în sine, iar crearea unei noi forme de știință se bazează pe utilizarea magiei pietrelor stelare. Romanul prezintă informațiile de fundal necesare pentru înțelegerea romanelor The Sword of Aldones (Sabia lui Aldones), Sharra's Exile (Exilul lui Sharra) și The Heritage of Hastur (Moștenirea din Hastur). Povestea are loc la 2.000 - 5.000 de ani după colonizarea umană a planetei în Darkover Landfall (Coborâre pe Darkover).

## Prezentare
Pe Darkover, Lorill Hastur o însoțește pe sora ei geamănă, Leonie, la Turnul Dalereuth pentru antrenament. Păstrătoarea, Fiora, descoperă că are puteri laranice uimitoare, dar indisciplinate.
O navă pământeană se îndreaptă spre Steaua lui Cottman, căutând posibili descendenți ai membrilor navelor de colonizare pierdute în trecutul Imperiului. După ce a observat modelele meteorologice și geografia planetei din spațiu, o navetă încearcă să aterizeze. Se prăbușește în munți în timpul unei furtuni de zăpadă și echipajul este salvat de oameni din Aldaran. La Castelul Aldaran, sunt întâmpinați de Kermiac din Aldaran, care poate vorbi cu Elizabeth deoarece ea este telepată. Elizabeth explică că sunt o expediție venită din stele în căutarea descendenților Navelor Pierdute.
Leonie Hastur percepe o amenințare asupra Darkover care vine de pe una dintre lunile plantei. Ea își folosește laranul pentru a face legătura cu una dintre mințile de pe nava pământeană și pentru a asculta conversațiile echipajului, deși nu înțelege tot ce aude. Ea raportează Păstrătoarei Fiora că necunoscuții s-au pierdut într-o furtună lângă Aldaran. Leonie o contactează pe sora ei geamănă telepatic și îi spune Lorillei să meargă la Aldaran.
După câteva zile, Elizabeth îi spune comandantului MacAran că Darkover ar trebui considerat o lume închisă, deoarece altfel, planeta Darkover va fi pur și simplu jefuită. Ceilalți nu sunt de acord. Cu aprobarea lui Kermiac, pământenii încep să construiască un aeroport spațial în orașul Caer Donn.
Leonie este trimisă la Arilinn pentru o pregătire mai avansată. Ea stabilește o legătură telepatică cu unul dintre pământeni, Ysaye Barnett, și conversează frecvent. Ysaye îi descoperă acesteia muzica pământeană.
Elizabeth și Ysaye sunt expuși în mod deliberat la polenul Kireseth de către Ryan Evans, un membru al echipajului care vrea să le facă rău. Ysaye, cu ajutorul Leoniei, distruge experimentele lui Ryan Evans cu florile de kireseth. Evans o atacă și Leonie răspunde, folosind corpul lui Ysaye. Evans este ucis. Ysaye este grav rănit și în cele din urmă moare.
Lorill Hastur raportează Consiliului Comyn recomandarea sa că nu ar trebui să aibă niciun contact cu pământenii.

## Personaje

### Pământeni
- Ysaye Barnett, specialist în calculatoare de origine africană
- Elizabeth MacKintosh, antropolog cultural și telepat
- David Lorne, antropolog cultural, logodnicul Elizabetei
- Zeb Scott, pilot, viitorul tată al Marjoriei Scott
- Ryan Evans

### Darkovani
- Lorill Hastur, sora geamănă a Leoniei
- Leonie Hastur, sora geamănă a Lorillei
- Fiora, Păstrătoarea turnului Dalereuth
- Kermiac din Aldaran, Lordul Domeniului Aldaran
- Felicia Darriell, sora adoptată a lui Kermiac
- Ramon Kadarin, paxman-ul lui Kermiac, un hibrid chieri-uman
- Thyra Darriell, viitoarea mamă a Margueridei Alton

## Vezi și
- 1993 în științifico-fantastic